# Phil of the Future
Phil of the Future (No Brasil e em Portugal: Phil do Futuro) é uma série de televisão americana transmitida pelo Disney Channel que combina efeitos especiais com diálogos que descrevem as situações do cotidiano de uma família do futuro que fica presa no presente quando a sua máquina do tempo estraga.

## Sinopse
Os Diffy são uma família comum. O pai é engenheiro, a mãe, uma dona de casa dedicada e Phil e Pim, dois adolescentes com muitos amigos que vão regularmente à escola. No entanto, a única diferença em relação a todas as outras pessoas é que eles vivem no ano de 2121, onde a comida vem em tubos e ao invés de viajarem de automóvel eles usam uma máquina do tempo.
A vida da família Diffy muda quando, durante uma viagem ao passado, surge um imprevisto: a máquina que os transporta se decompõe e eles ficam presos no nosso presente. O que começou apenas como uma interrupção das férias irá se transformar em uma estadia sem fim no ano de 2004. Enquanto tentam retornar ao futuro, deverão manter sua identidade em segredo, fingir que são uma família normal e tentar se adaptar a um mundo completamente distinto.
Ao mesmo tempo em que Phil se tornará amigo de sua vizinha Keely e viverá incríveis aventuras tentando passar despercebido e ser um adolescente como qualquer outro, sua incorrigível irmã menor Pim tentará ser aceite por seus colegas de escola com a ajuda de seus aparelhos do futuro.

## Elenco
- Ricky Ullman - Phil Diffy
- Alyson Michalka - Keely Teslow
- Amy Bruckner - Pim Diffy
- Craig Anton - Lloyd Diffy
- Brandon Mychal Smith - Lil Danny Dawkins (a partir da Segunda Temporada)
- Lise Simms - Barbara Diffy
- Yanoosh Eng - Curt (Curtis) Dousset
- Kay Panabaker - Debbie Berwick
- Brenda Song - Tia (Somente Primeira Temporada)

## Dobragem portuguesa
O Disney Channel Portugal exibia a série dobrada em português europeu
| Personagem    | Dobrador       |
| ------------- | -------------- |
| Phil Diffy    | Renato Godinho |
| Keely Teslow  | Sara Prata     |
| Pim Diffy     | Joana Manuel   |
| Lloyd Diffy   | Bruno Coelho   |
| Barbara Diffy | Isabel Ribas   |
| Curtis        | Peter Michael  |
| Myron         | André Maia     |
| Dr. Hackett   | André Maia     |

- Outras informações acerca da dobragem Portuguesa:

| Estúdio:            | ?????????????  |
| Tradução:           | Susana Ramalho |
| Direção de Dobragem | Paulo B.       |

## Dublagem brasileira
| Personagem       | Dublador           |
| ---------------- | ------------------ |
| Phil Diffy       | Fábio Lucindo      |
| Keely Teslow     | Fernanda Bullara   |
| Pim Diffy        | Jussara Marques    |
| Lloyd Diffy      | Marcelo Pissardini |
| Barbara Diffy    | Adriana Pissardini |
| Curtis           | Wellington Lima    |
| Director Hackett | Élcio Sodré        |

- Outras informações sobre a dublagem:

| Estúdio:             | Álamo               |
| Tradução:            | Marco Aurélio Nunes |
| Direção de dublagem: | Wellington Lima     |